# Мід (Колорадо)
Мід (англ. Mead) — місто (англ. town) в США, в окрузі Велд штату Колорадо. Населення — 4781 особа (2020).

## Географія
Мід розташований за координатами 40°13′47″ пн. ш. 104°59′20″ зх. д. / 40.22972° пн. ш. 104.98889° зх. д. (40.229627, -104.988845).  За даними Бюро перепису населення США в 2010 році місто мало площу 25,12 км², з яких 24,96 км² — суходіл та 0,16 км² — водойми. В 2017 році площа становила 32,00 км², з яких 31,76 км² — суходіл та 0,24 км² — водойми.

## Демографія
Згідно з переписом 2010 року, у місті мешкало 3405 осіб у 1164 домогосподарствах у складі 956 родин. Густота населення становила 136 осіб/км².  Було 1215 помешкань (48/км²).
Расовий склад населення:
| - 92,2 % — білих - 1,4 % — азіатів - 0,6 % — корінних американців - 0,2 % — чорних або афроамериканців - 3,1 % — осіб інших рас |

До двох чи більше рас належало 2,5 %. Частка іспаномовних становила 9,4 % від усіх жителів.
За віковим діапазоном населення розподілялося таким чином: 30,7 % — особи молодші 18 років, 63,0 % — особи у віці 18—64 років, 6,3 % — особи у віці 65 років та старші. Медіана віку мешканця становила 36,1 року. На 100 осіб жіночої статі у місті припадало 100,9 чоловіків;  на 100 жінок у віці від 18 років та старших — 100,1 чоловіків також старших 18 років.
Середній дохід на одне домашнє господарство  становив 108 731 долар США (медіана — 95 033), а середній дохід на одну сім'ю — 116 799 доларів (медіана — 100 380). Медіана доходів становила 61 136 доларів для чоловіків та 54 524 долари для жінок. За межею бідності перебувало 6,6 % осіб, у тому числі 7,7 % дітей у віці до 18 років та 5,6 % осіб у віці 65 років та старших.
Цивільне працевлаштоване населення становило 1921 осіб. Основні галузі зайнятості: освіта, охорона здоров'я та соціальна допомога — 20,7 %, науковці, спеціалісти, менеджери — 16,9 %, виробництво — 13,4 %.